# Frédéric-Eugène Piat
Pour les articles homonymes, voir Piat (homonymie).
Frédéric-Eugène Piat, né à Montfey le 2 juin 1827 et mort à Paris (12e arrondissement) le 29 juillet 1903, est un sculpteur et ornemaniste français.
Acteur de la fusion opérée au XIXe siècle entre l’Art et l’Industrie, Eugène Piat est, avec Louis-Constant Sévin, l’un des principaux sculpteurs-ornemanistes associés au renouveau artistique de l’industrie française du bronze d'art et d’ameublement de la seconde moitié du siècle.
Son œuvre, composé de plusieurs centaines de modèles créés pour les plus importantes fonderies parisiennes, est caractéristique de l’historicisme et de l’éclectisme stylistique qui dominent le goût public et les arts décoratifs de son époque.
Sa maîtrise des grands styles historiques, l’originalité de ses créations, ainsi que le grand nombre de modèles réalisés et présentés lors de neuf Expositions universelles de 1855 à 1900, lui valent, à la fin de sa carrière, le surnom de « Roi du bronze », et une renommée nationale et internationale dans cette industrie.
Frédéric-Eugène Piat est également le fondateur du musée des arts décoratifs de Troyes, inauguré le 31 mai 1894. Le musée des beaux-arts de Troyes dispose aujourd’hui de la plus importante collection publique française consacrée à cet artiste.

## Biographie

### Jeunesse et formation
Frédéric Eugène Piat naît, le 2 juin 1827, à la Brosse, petit hameau situé dans la commune de Montfey, dans le département de l'Aube, où son père est menuisier. En 1833, sa famille quitte l’Aube pour s’installer à Paris. En l’absence de tout enseignement artistique, le jeune garçon manifeste d’exceptionnelles dispositions pour le dessin. Cependant, les modestes ressources de sa famille ne lui permettent pas de faire fructifier ce don dans le cadre d’une école de dessin. Après un bref passage à l'école mutuelle, Eugène entre en 1839 comme apprenti chez un peintre de voitures. Devant l’inaptitude physique du garçon à manier les couleurs, dangereuses pour sa santé, il entre dans l’atelier de son père qui l’occupe à faire des meubles.
En 1839, la sœur aînée d’Eugène Piat épouse le sculpteur ornemaniste Louis Étienne Froment. Ce dernier, devant la maîtrise du dessin manifestée par son jeune beau-frère, convainc sa famille de le placer comme apprenti chez un ornemaniste. En 1840, il entre comme apprenti chez le sculpteur-décorateur Martin, qui conçoit des modèles de bronzes d’ameublement pour les fabricants parisiens. Il continue ensuite son apprentissage auprès des ornemanistes Hugues Protat et Didier.
En 1843, Eugène Piat entre dans l’atelier du sculpteur Étienne Gossin, directeur d’une manufacture de terre-cuite, où il s’exerce à la statuaire ainsi qu’au modelage.

### Les débuts de carrière de l'ornemaniste (1845-1860)

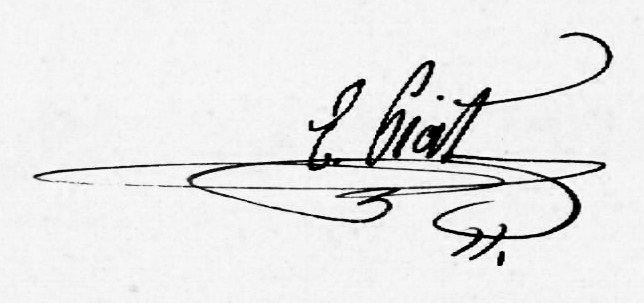
Signature manuscrite de Frédéric-Eugène Piat.

C’est en 1845 qu’Eugène Piat se met à son propre compte. Ses dons d’invention, ses facultés à créer des modèles et à les exécuter rapidement et l’abondance de ses premières productions, lui assurent une très bonne réputation auprès des fabricants de bronze. Il obtient ainsi rapidement des commandes auprès de quelques fabricants parisiens tels que Denière, Graux-Marly et Boy pour lesquels il réalise des modèles d’appareils d’éclairage, d’horloges, de chenets ou de garnitures de cheminée. Ses modèles de pendules sont particulièrement remarqués au début de sa carrière.
À l’Exposition universelle de Paris en 1855, il réalise pour le fabricant Dépensier un modèle de pendule Printemps et Automne et pour le fabricant Boyer un groupe pour pendule L’Industrie écrasant l’Ignorance dévorée par l'Envie. Ces réalisations lui valent d’être signalé au jury par le fabricant de bronzes d’art Victor Alexandre Paillard (1805-1886) et l’obtention d’une mention honorable. Charles-Désiré Rambert lui dédie l'une de ses suites allégoriques lithographiées.
La réputation de l’ornemaniste est grandissante durant les années 1850 et les fabricants parisiens commencent à se disputer sa collaboration. Une première étude lui est consacrée dès 1857 par Théodore Labourieux dans son ouvrage consacré à l’art du XIXe siècle. L’auteur y vante notamment sa bonne connaissance et maîtrise des styles historiques et ses qualités tendant à les improviser afin de concevoir des modèles originaux. Eugène Piat devient également ami avec le sculpteur Albert-Ernest Carrier-Belleuse qui exécute son buste en 1859.
Le 28 avril 1860, Eugène Piat épouse Catherine Alexandrine Pollet (1838-1915), fille de Joseph Anne Pollet (1806-1883) maître de chapelle de Notre-Dame de Paris. Le couple n’aura qu’un seul enfant, Auguste, mort à l’âge de cinq ans en mai 1865.

### Premiers grands succès dans l’industrie du bronze (1860-1873)

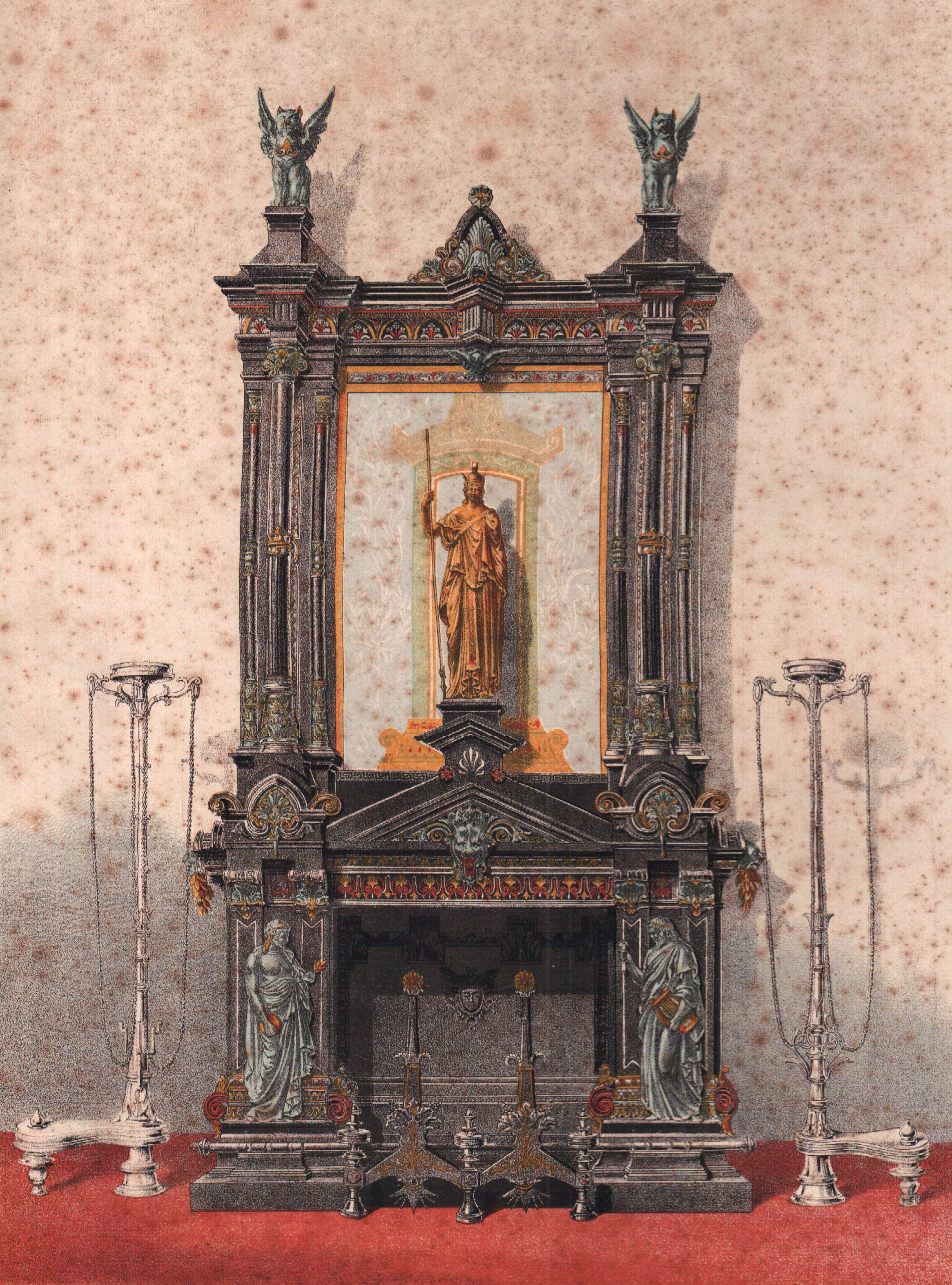
Cheminée monumentale de style néo-grec, exécutée par la maison Marchand et présentée à l'Exposition universelle de Londres en 1862. Gravure tirée d'un ouvrage conservé au musée des beaux-arts de Troyes.

À partir de 1860, Eugène Piat entame sa collaboration avec le fabricant de bronzes d’art Louis Léon Marchand (1831-1899). Il est tout d’abord engagé par le fondeur pour décorer son nouveau magasin d’exposition parisien puis, vers 1862, Marchand s’assure par contrat l’exclusivité de la collaboration de l’ornemaniste et le nomme directeur artistique de sa maison en vue de l’Exposition universelle de Londres en 1862. Lors de cette exposition, Léon Marchand présente une Cheminée monumentale de style néo-grec, figurant un autel dédié à la déesse Minerve, en marbre et bronzes polychromes  dont le modèle fut réalisé par Piat. Cette œuvre suscite l’unanimité des critiques, tant françaises qu’étrangères. L’ancien inspecteur général des monuments historiques, Prosper Mérimée ainsi que le conservateur du musée de Cluny, Edmond Du Sommerard, en loueront notamment la recherche savante des détails et le fini merveilleux de l’exécution. Eugène Piat regardera longtemps cette pièce comme le plus grand chef-d’œuvre de sa carrière.
À la fin des années 1860, l’atelier parisien de l’artiste est situé au numéro 30 du passage Vendôme situé près de l'actuelle place de la République.
Membre actif de la Réunion des fabricants de bronzes, Eugène Piat participe pleinement à la nouvelle fusion opérée dans la seconde moitié du XIXe siècle entre l’art et l’industrie. Il est notamment, en février 1864, l’un des cofondateurs de l’Union Centrale des Beaux-arts appliqués à l’Industrie.
Il réalise de nouveaux modèles pour la maison Marchand en vue de l’Exposition universelle de 1867. Le fondeur et l’ornemaniste y présentent une fontaine à eau-parfumée, dans un style mêlant ceux de la fin du Moyen Âge et de la Renaissance, exécutée en bronze argenté, et comportant des émaux peints réalisés par Bernard-Alfred Meyer (1832-1904). Tandis que le fabricant obtenait une médaille d’or, l’ornemaniste était gratifié d’une médaille d’argent en tant que collaborateur.
À partir de 1866, l’artiste s’associe avec le fabricant de bronze Georges Édouard Gagneau (1842-1909), spécialisé dans les appareils d’éclairage. Ce dernier s’assure par contrat l’exclusivité de l’ornemaniste pour les œuvres consacrées au luminaire.
En 1868, Eugène Piat obtient le Premier prix de sculpture et d’ornements du concours annuel de la Réunion des fabricants de bronzes de Paris.
En 1869, il est nommé commissaire de bienfaisance à l’administration générale de fonction publique de Paris. En 1870, lors du siège de Paris par les armées prussiennes, l’artiste soigne les blessés de guerre et aménage son propre atelier en hôpital tandis qu’il apporte son soutien financier à des quêtes pour les pauvres de son arrondissement. De 1871 à 1873, il devient conseiller municipal de la ville de Paris où il émet notamment une proposition en faveur de la fondation d’écoles pratiques d’art appliqué à l’industrie.

### La consécration de la profession (1873-1889)

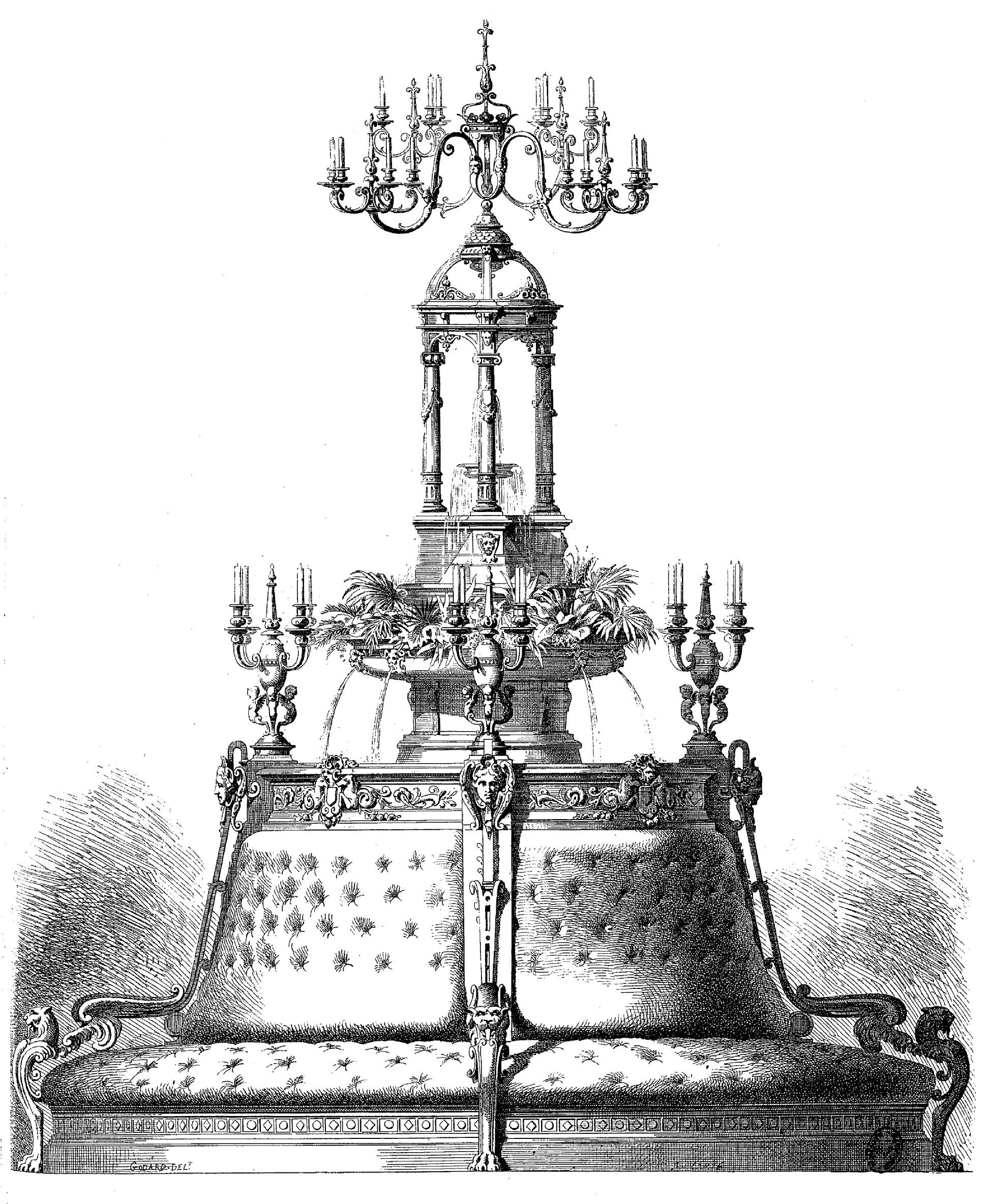
Pouf monumental fontaine-jardinière, exécuté par la maison Marchand et présenté à l'Exposition universelle de Vienne en 1873.

Eugène Piat conçoit de nouveau des modèles pour Léon Marchand en vue de l’Exposition universelle de Vienne en 1873. Ensemble, ils présentent un monumental pouf-fontaine jardinière  qui ornera quelques années plus tard le grand hall du casino d’Aix-les-Bains,. C’est lors d’une visite du président de la République Adolphe Thiers dans les ateliers de Léon Marchand, venu observer les produits qui allaient être envoyés dans la capitale autrichienne, qu’Eugène Piat fut décoré chevalier de la Légion d’honneur pour le mérite artistique que l’ornemaniste apportait à l’industrie du bronze français. Piat devient dès lors une personnalité artistique de premier ordre comme le confirme sa nomination en tant que membre du jury du concours pour la reconstruction de l’hôtel de ville de Paris.
Eugène Piat collabore dans les années 1870 avec un très grand nombre de fabricants, et varie ses réalisations en fonction des spécialités de chaque maison : Les luminaires chez Georges Edouard Gagneau, les bronzes d’art chez Charles de Marnyhac (1838-1897) et Émile Colin (1844-1898), les garnitures de cheminées chez Charles Augustin Morisot (1842-?), les petits bronzes d’ameublement chez Henri Perrot (1824-1911), ou encore les zincs d’art chez Jules Ranvier (1833-1901). L’immense variété et diversité des modèles que crée Eugène Piat à la fin des années 1870 se manifeste particulièrement à l’Exposition universelle de Paris en 1878 où l’artiste est omniprésent dans l’ensemble de la section consacrée au bronze d’art. Parmi ces modèles réalisés par l’ornemaniste, la maison Lemerle-Charpentier présente une grande horloge de style Louis XVI, s'inspirant de Jean Charles Delafosse, en bronze doré et bronze vert. Piat obtient pour l’ensemble de ses collaborations une médaille d’or. L’artiste acquiert également lors de cette exposition une place officielle dans l’industrie du bronze en devenant pour la première fois membre du jury.
Le succès d’Eugène Piat se confirme lors de l’Exposition universelle de 1889. Une fois encore, l’artiste présente de nombreux modèles et est nommé membre du jury. Mais c’est surtout à l’issue de cette exposition qu’il reçoit l’éloge de toute la profession qui lui décerne le Grand Prix, la plus haute récompense jamais accordée jusqu’alors à un artiste industriel. À la suite de cette exposition, Eugène Piat choisit de prendre une retraite qui ne sera, en définitive, que momentanée.

### La fondation du musée des arts décoratifs de Troyes (1893-1894)
Au soir de sa vie, Eugène Piat se prend de nostalgie pour son pays natal et souhaite pérenniser son œuvre. En 1894, il fonde le musée des arts décoratifs de Troyes, dit « musée Piat », à la suite de l’importante donation qu’il s’était proposé de faire au musée de Troyes, alors dirigé par la Société académique de l’Aube. Il rencontre le président de la commission du musée de Troyes, Albert Babeau, par l’entremise d’un autre sculpteur aubois, Alfred Boucher, rencontré au Salon de 1893. L’artiste s’implique beaucoup dans la création de son musée jusqu’à son inauguration, le 31 mai 1894.
Le musée de Troyes devient alors le premier musée de province à disposer d’une section d’arts décoratifs,, près de dix ans avant la création du musée des arts décoratifs de Paris.
L’artiste considérera cette fondation comme le couronnement de sa carrière et consacrera son temps et son argent à l’enrichissement des collections grâce à de nombreux dons. À cette époque, il commence à prendre des dispositions testamentaires en faveur de la ville de Troyes et du musée.

### Les derniers projets de l'artiste (1897-1903)

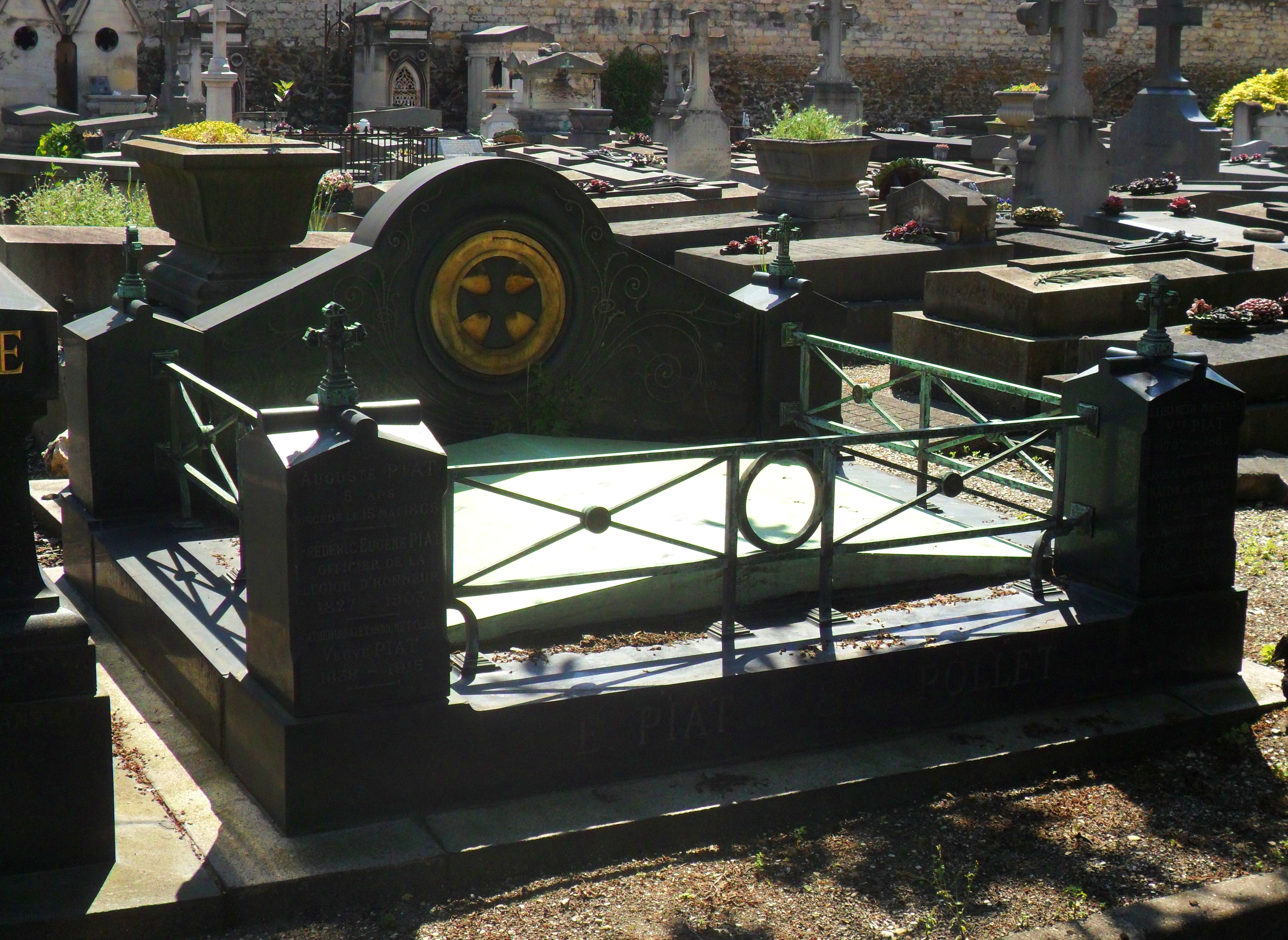
Sépulture d'Eugène Piat au cimetière Nord de Saint-Mandé.

En 1897, Eugène Piat publie un volume de trente-cinq compositions exécutées au fusain  destinées à fournir des modèles pour les jeunes ornemanistes en vue de l’Exposition universelle de 1900.
Il participera lui-même à cette exposition en collaborant avec le fabricant Ernest Louis Mottheau (1841-1905). Ce dernier exécute et présente l’une des dernières grandes compositions de l’artiste, la colonne lumineuse La Nature, en bronze doré, émail et onyx d’Algérie. En 1900, à la suite de cette exposition, Eugène Piat est nommé officier de la légion d’honneur.
Frédéric-Eugène Piat meurt à Paris à son domicile du 31 rue des colonnes du Trône, le 29 juillet 1903. Il est inhumé au cimetière Nord de Saint-Mandé. Sa veuve, Catherine Piat, continuera l’action de son mari par des dons au musée de Troyes, et léguera à sa mort, en 1915, la maison familiale  à la Société académique de l’Aube, afin d’instituer un concours d’arts décoratifs pour les jeunes artistes.

## Œuvres

### Sculptures

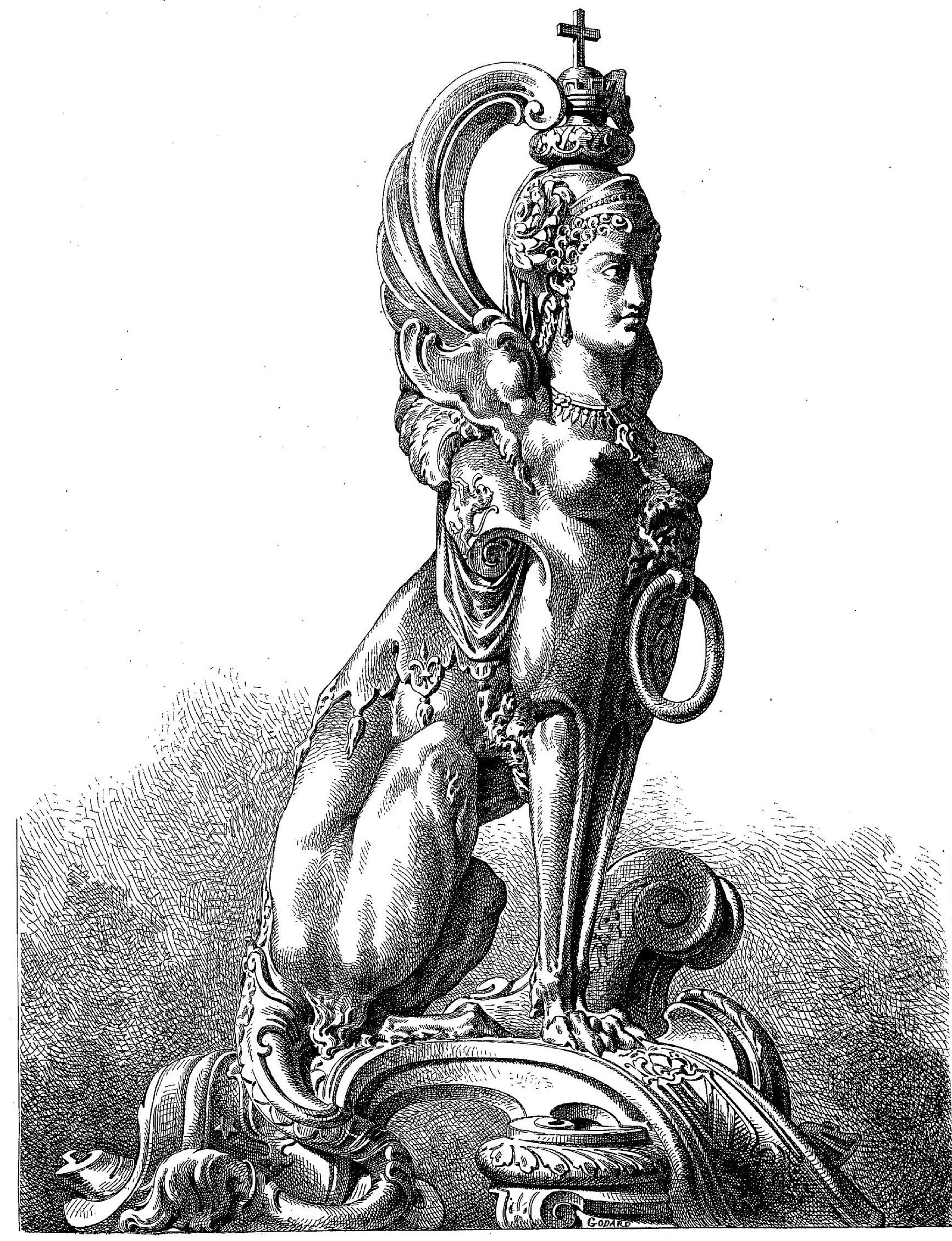
Chenet exécuté par la maison Paillard en 1869. Ce modèle est quasiment identique à la paire de Sphinges présentées par l'artiste au Salon de 1874.

- L’Industrie écrasant l’Ignorance dévorée par l'Envie, groupe pour pendule exécuté par la maison Boyer et présenté à l’Exposition universelle de 1855
- Sphinges, présentées au Salon de 1874, modèle en fonte de fer et réduction en plâtre conservés au musée des beaux-arts de Troyes
- Hommage à François Coppée, bas-relief, musée des beaux-arts de Troyes
- Série de bustes-charges, musée des beaux-arts de Troyes
- Nubien et Nubienne assis
- Chérubins assis dans un char tiré par un tigre

### Pendules et horloges
- Pendule Enfant au timbre
- Pendule de style néo-Louis XIV, Amours se riant du temps, exécutée par la maison Romain
- Pendule de style néo-Renaissance, Éole et Borré, exécutée par la maison Romain
- Pendule Printemps et Automne, exécutée par la maison Depensier et présentée à l’Exposition universelle de 1855
- Pendule Amour et fidélité, exécutée par la maison Besnard et présentée à l’exposition des arts industriels au Palais de l’Industrie en 1861
- Pendule de style néo-Louis XVI, Minerve, exécutée par la maison Boy et présentée à l’exposition universelle de 1867, Nevada, Bowers Mansion
- Cartel de style néo-gothique, exécuté par la maison Marchand[34]
- Cartel de style néo-Louis XIII, exécuté par la maison Barbedienne, plâtre au musée des beaux-arts de Troyes
- Pendule Faune et enfant, exécutée par la maison Marchand et présentée à l’Exposition universelle de 1873
- Pendule Centaure tenant une lyre, plâtre au musée des beaux-arts de Troyes
- Grande horloge de style néo-Louis XVI, genre Delafosse, exécutée par la maison Lemerle-Charpentier et présentée à l’Exposition universelle de 1878, musée des beaux-arts de Troyes
- Grande horloge baromètre et thermomètre de style néo-Louis XVI, exécutée par la maison De Marnyhac et présentée à l’Exposition universelle de 1878
- Grand régulateur de style néo-Louis XVI, genre Gouthière, exécuté par la maison Perrot et présentée à l’Exposition universelle de 1878
- Grande horloge La Terre ailée, exécutée par la maison Ranvier et présentée à l’Exposition universelle de 1878
- Grande horloge l’Amour désarmé, exécutée par la maison Colin et présentée à l’Exposition universelle de 1889, plâtre au musée des beaux-arts de Troyes

### Appareils d’éclairage

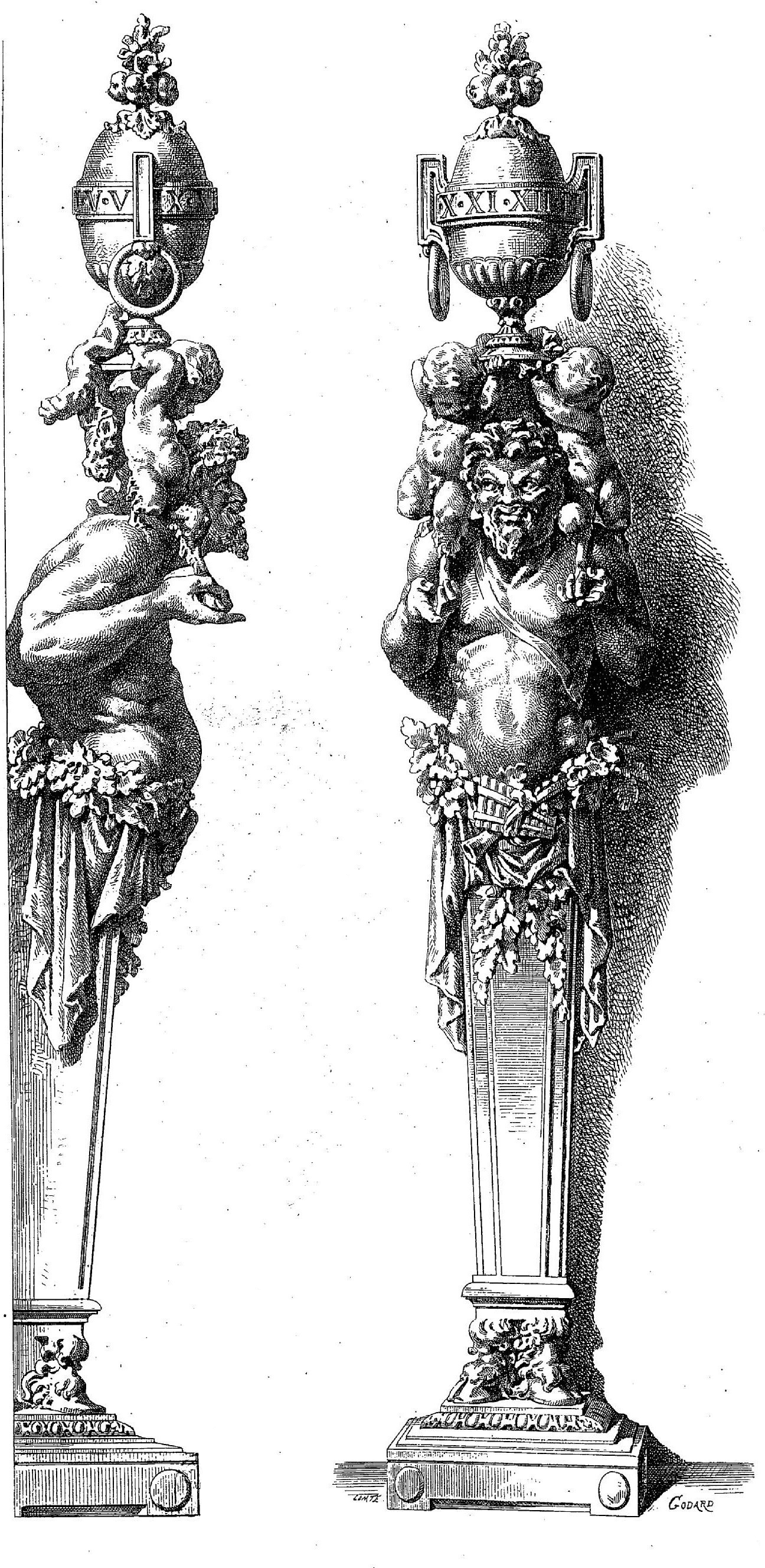
Pendule Faune et Enfant présentée par la maison Marchand à l'Exposition universelle de 1873.

- Grande torchère-jardinière de style néo-Renaissance, exécutée par la maison Gagneau et présentée à l’Exposition universelle de 1878, plâtre au musée des beaux-arts de Troyes
- Grande torchère de style néo-Louis XIV, genre Bérain, Les Quatre Éléments, exécutée par la maison De Marnyhac et présentée à l’Exposition universelle de 1878, plâtre au musée des beaux-arts de Troyes, exemplaires en bronze doré encadrant l’entrée du Westin-Hôtel Paris-Vendôme
- Grand candélabre-jardinière de style néo-Louis XIII, exécuté par la maison De Marnyhac et présenté à l’Exposition universelle de 1878
- Grande colonne lumineuse La Nature, exécutée par la maison Mottheau et présentée à l’Exposition universelle de 1900, plâtre au musée des beaux-arts de Troyes
- Grand lustre néo-Renaissance, exécuté par la maison Gagneau, musée des beaux-arts de Troyes
- Candélabres de table de style néo-Renaissance, exécutés par la maison Gagneau, musée des beaux-arts de Troyes
- Lampes à huile et à pétrole de style néo-Louis XV, exécutées par la maison Gagneau, musée des beaux-arts de Troyes
- Bras de lumière de style chinois, exécutés par la maison Gagneau, musée des beaux-arts de Troyes
- Applique Libellule, exécutée par la maison Mottheau et présentée à l’Exposition universelle de 1900, musée des beaux-arts de Troyes
- Lampe-vase rhyton avec tête de daim, exécutée par la maison Mottheau

### Cheminées et garnitures
- Cheminée monumentale de style néo-grec, exécutée par la maison Marchand et présentée aux Expositions universelles de 1862, 1867 et 1876, disparue dans un naufrage, plaque de cheminée conservée au musée des beaux-arts de Troyes
- Garniture de foyer de style fin du XVe siècle, exécutée par la maison Morisot, musée des beaux-arts de Troyes
- Écran à feu de style néo-Louis XV, exécuté par la maison Morisot et présenté à l’Exposition universelle de 1878
- Chenets de style néo-Louis XVI, exécutés par la maison Morisot et présentés à l’Exposition universelle de 1878
- Chenets de style néo-Louis XIII, musée des beaux-arts de Troyes
- Chenets de style néo-Louis XV, exécuté par la maison Chachoin

### Vases décoratifs
- Vase décoratif de style néo-Louis XV, exécuté par la maison Colin, musée des beaux-arts de Troyes
- Paire de grands vases en marbre noir, exécutés par la maison Marchand et présentés à l’Exposition universelle de 1862
- Paire de grands vases-candélabres de style néo-Louis XVI, exécutés par la maison Gagneau et présentés à l’Exposition universelle de 1878
- Grand vase décoratif porte-lumière de style néo-Louis XV, exécuté par la maison Gagneau et présenté à l’Exposition universelle de 1889
- Grand vase de style néo-Louis XVI supportant un bouquet de fleurs de bronze, exécuté par la maison Gagneau et présenté à l’Exposition universelle de 1900

### Fontaines et jardinières

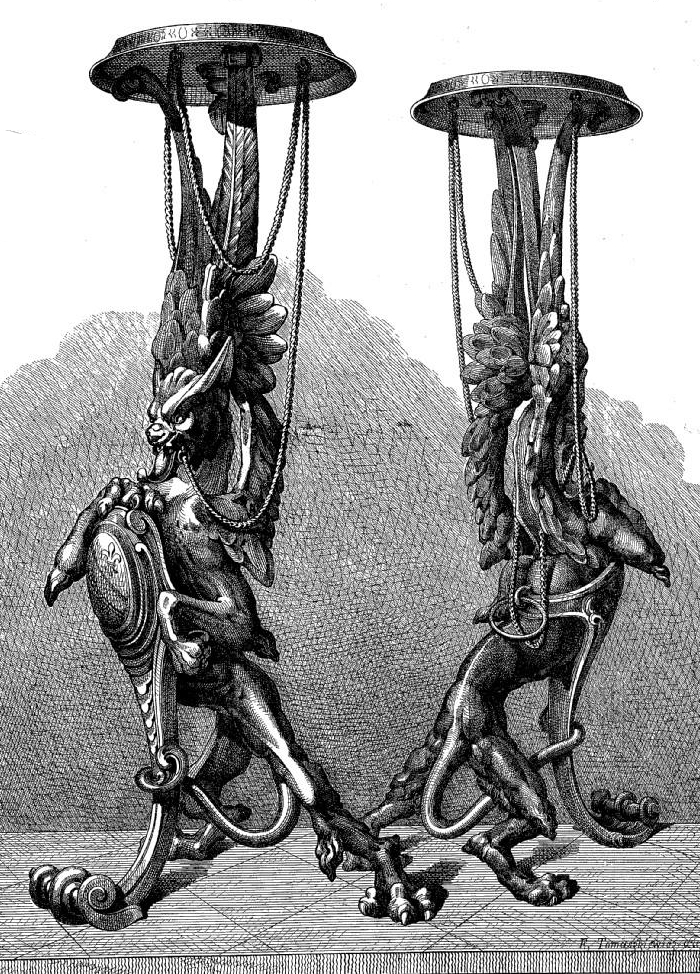
Support-trépied à figure de chimère, exécuté par la maison Boy et présenté à l'Exposition universelle de 1867.

- Grande fontaine à eau-parfumée de style néo-gothique, exécutée par la maison Marchand et présentée à l’Exposition universelle de 1867, musée des beaux-arts de Troyes
- Grande fontaine-jardinière pour serre, exécutée par la maison Paillard et présentée à l’Exposition universelle de 1867, plâtre de l’ornement central conservé au musée des beaux-arts de Troyes
- Grand pouf-fontaine-jardinière, exécuté par la maison Marchand et présenté à l’Exposition universelle de 1873, casino d’Aix-les-Bains
- Jardinière de style néo-Renaissance, exécutée par la maison Gagneau, musée des beaux-arts de Troyes
- Jardinière de style néo-Louis XIV, exécutée par la maison Perrot et présentée à l’Exposition universelle de 1878

### Trépieds
- Support trépied à figure de chimère, exécuté par la maison Boy et présentée à l’Exposition universelle de 1867, musée des beaux-arts de Troyes
- Trépied de style néo-Renaissance, exécuté par la maison Gagneau et présenté à l’Exposition universelle de 1878, musée des beaux-arts de Troyes
- Trépied de style néo-Louis XV, exécuté par la maison Gagneau, musée des beaux-arts de Troyes

### Petits bronzes et arts décoratifs divers
- Prie-Dieu de style médiéval, exécuté par la maison Boy et présenté à l’Exposition universelle de 1867
- Garniture de bureau de style Régence, exécutée par la maison Perrot et présentée à l’Exposition universelle de 1878, musée des beaux-arts de Troyes
- Montures de deux grands vases chinois en émail cloisonné et d’une table chinoise, exécutées par la maison De Marnyhac et présentées à l’Exposition universelle de 1878
- Encriers de style japonais, exécutés par la maison Perrot, musée des beaux-arts de Troyes
- Coffret à bijoux de style fin du XVe siècle, exécuté par la maison Perrot, musée des beaux-arts de Troyes
- Miroir de toilette de style néo-Louis XIII, exécuté par la maison Perrot, musée des beaux-arts de Troyes
- Thermomètre de style égyptien, musée des beaux-arts de Troyes

## Récompenses
- Mention honorable de collaborateur à l’Exposition universelle de 1855
- Médaille d’argent  de collaborateur à l’Exposition universelle de 1867
- Premier prix de sculpture et d’ornement du concours organisé par la Réunion des fabricants de bronzes de Paris en 1868
- Médaille d’or de collaborateur à l’Exposition universelle de 1878
- Grand prix de collaborateur à l’Exposition universelle de 1889

## Décorations
- Chevalier de la Légion d’honneur en 1873
- Officier de la Légion d’honneur en 1900

## Collections publiques
Héritier du musée des arts décoratifs fondé en 1894 par Eugène Piat, le musée des beaux-arts de Troyes possède aujourd’hui la plus importante collection publique d’œuvres réalisées par l’artiste. Cette riche collection témoigne de la grande diversité de son œuvre et s’articule autour de ses réalisations majeures. Le fonds Piat, constitué de  trente-huit modèles en plâtre ou réalisations en bronze, fonte de fer, argent ou cuivre, est complété par trente-cinq compositions au fusain réalisées par l’artiste dans les années 1890 et par six bustes-charges.
Parmi les pièces d’exception qui le compose, il faut citer la fontaine à eau-parfumée de style néo-gothique, en bronze argenté et émail peint, exécutée par la maison Marchand et présentée à l’Exposition universelle de 1867 ainsi que la grande horloge de style néo-Louis XVI, genre Delafosse, en bronze à deux tons, exécutée par la maison Lemerle-Charpentier et dont le modèle fut présenté à l’Exposition universelle de 1878.

## Iconographie
- Albert-Ernest Carrier-Belleuse (1824-1887), Buste de Frédéric Eugène Piat, 1859, bronze, musée des beaux-arts de Troyes
- Charles Houry (1823-1898), Eugène Piat dans son atelier, 1886, huile sur toile, musée des beaux-arts de Troyes
- Pierre Huas (1838-1900), Eugène Piat dans son atelier, 1894, huile sur toile, musée des beaux-arts de Troyes

## Galerie

Modèles créés par Frédéric-Eugène Piat
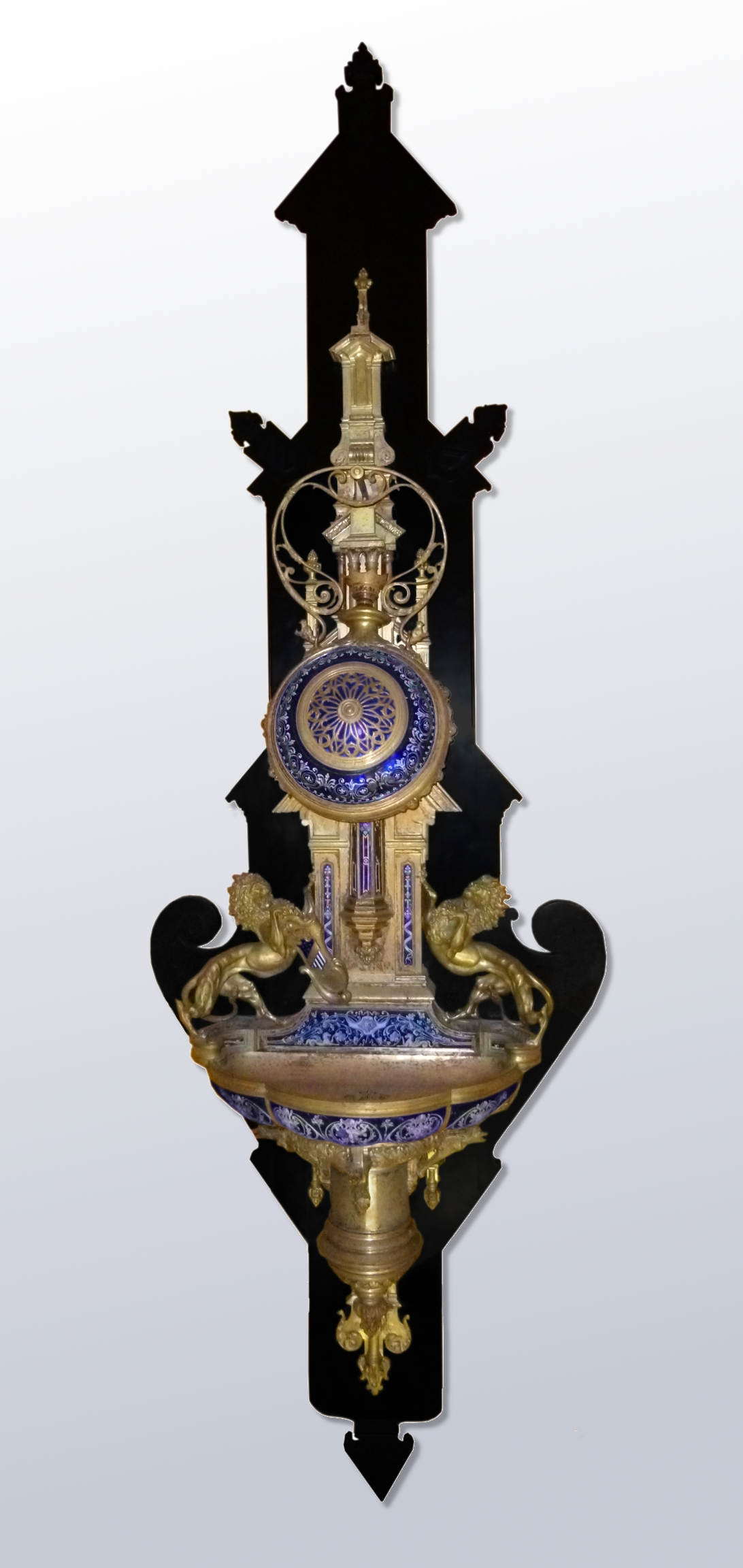
Fontaine à eau parfumée de style néo-gothique, exécutée par la maison Marchand et présentée à l'Exposition universelle de 1867, musée des beaux-arts de Troyes (Inv.894.15.20).
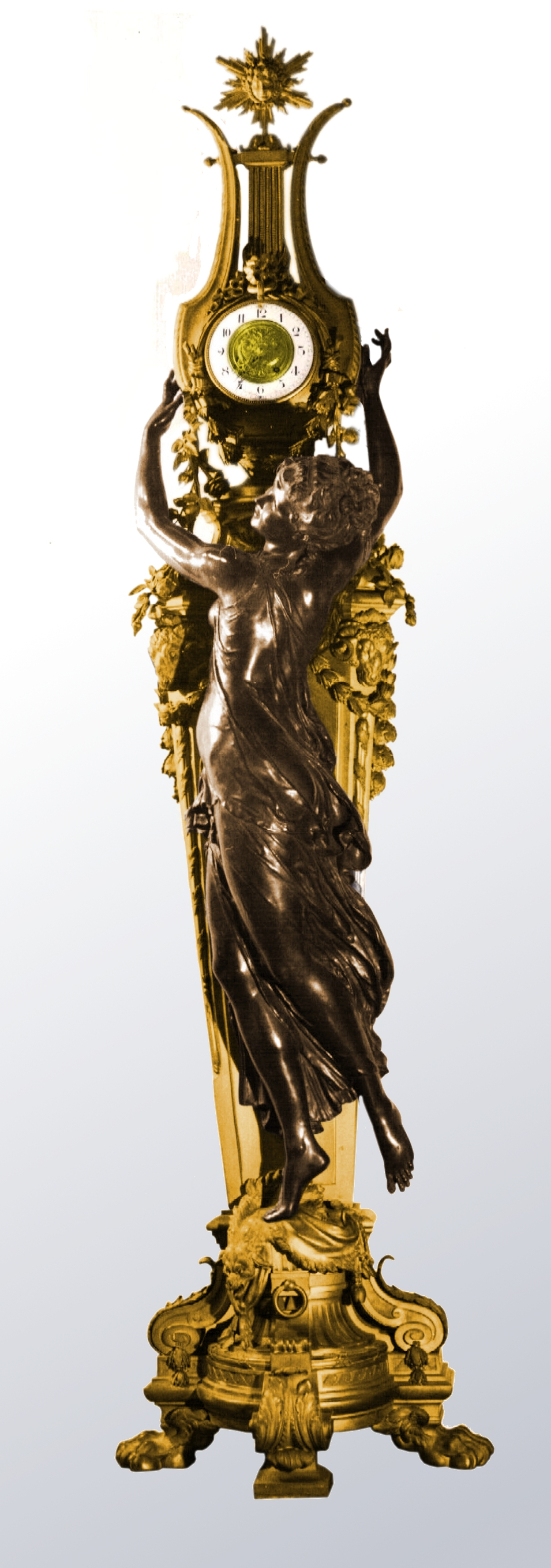
Grande Horloge néo-Louis XVI, genre Delafosse, exécutée par la maison Lemerle-Charpentier et présentée à l'Exposition universelle de 1878, musée des beaux-arts de Troyes (Inv.894.15.19)
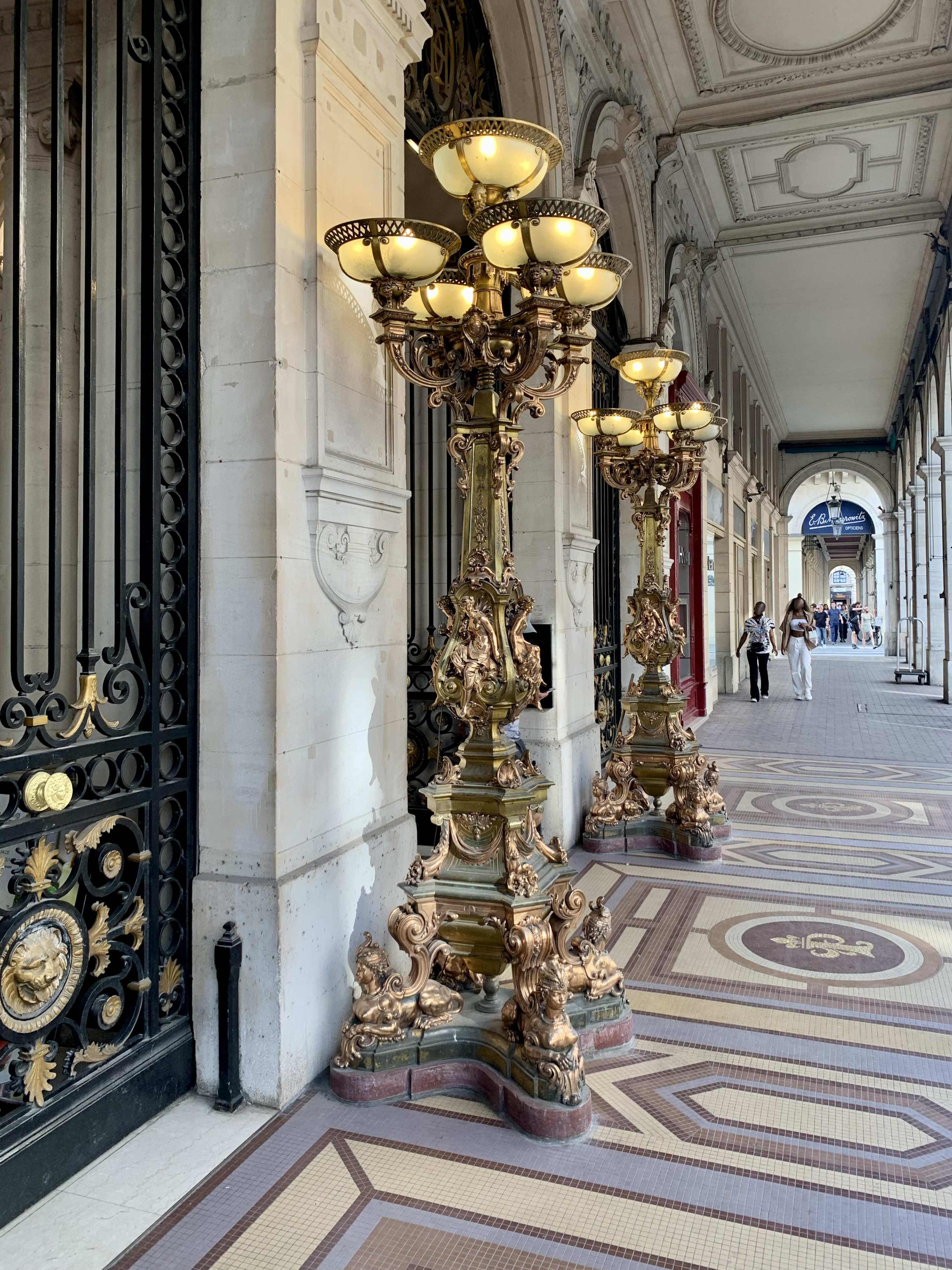
Grande torchère de style néo-Louis XIV Les Quatre Éléments, exécutée par la maison De Marnyhac et présentée à l'Exposition universelle de 1878 (entrée du grand hôtel The Westin Paris-Vendôme, 3 rue de Castiglione, Paris).
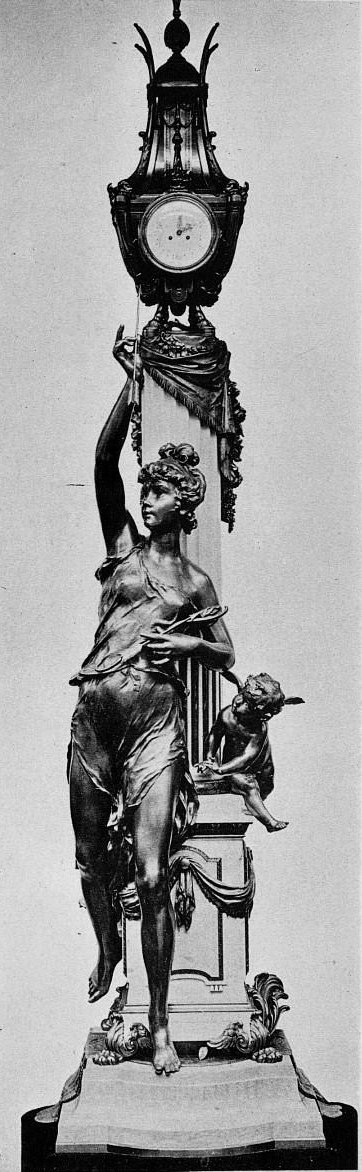
Horloge L'Amour désarmé, figures modelées par Léopold Steiner, exécutée par la maison Colin et présentée à l'Exposition universelle de 1889.
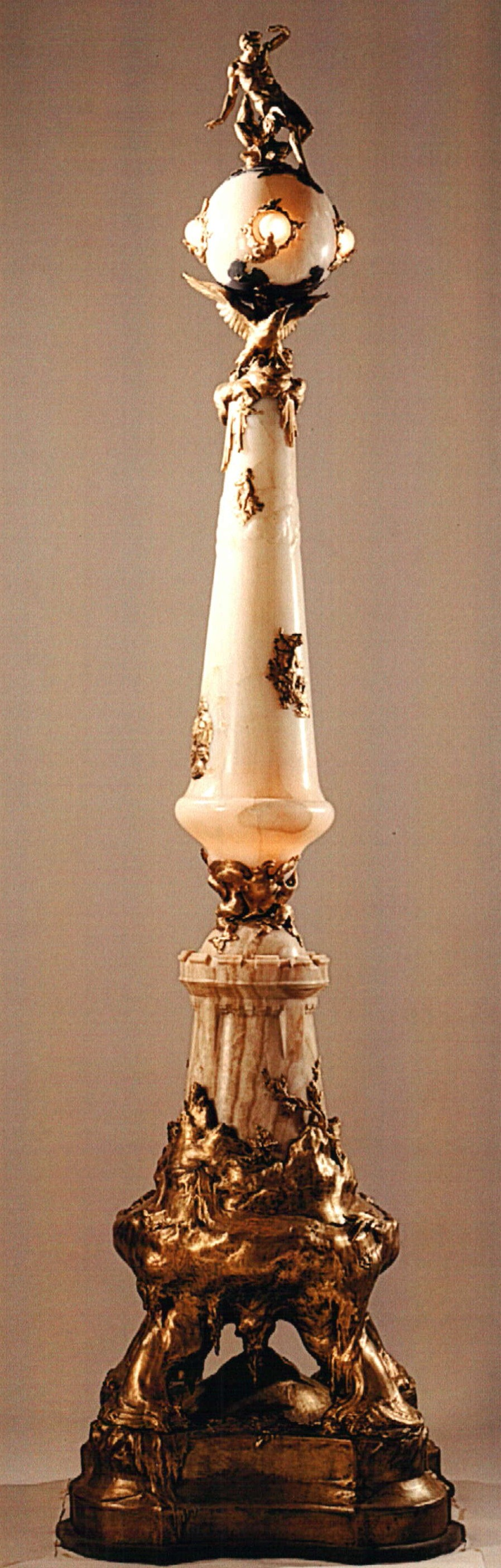
Colonne lumineuse La Nature, exécutée par la maison Mottheau et présentée à l'Exposition universelle de 1900.